# Prestissimo
Prestissimo es un término musical que hace referencia a la indicación de tempo más rápida de la música clásica.
Es el superlativo de presto que significa "rápido" en italiano. Se puede traducir como "muy rápido" o como "lo más rápido posible".

## Historia
Históricamente, aparece casi tan pronto como el presto; ya en el siglo XVII se encuentra en obras de Johann Vierdanck (1637) y en la Pasión según San Juan de Heinrich Schütz (1665). En algún caso, en aquella época, se utiliza para indicar el tempo de la zarabanda. Pero, a pesar de que en el diccionario de Brossard la palabra quedó bien definida, no fue muy utilizada. Georg Friedrich Händel lo usa en El Mesías, y Beethoven en el último movimiento de su Trío para piano n.º 3 en do menor, en la Sonata para piano n.º 5 en do menor, Op. 10 n.º 1 y en el segundo movimiento de la Sonata para piano n.º 30 en mi mayor, Op. 109.
Parece que siempre hubo un sentimiento que un uso demasiado frecuente de esta indicación llevaría a una devaluación de su efecto. En este sentido, parece como si Schumann no se hubiera atrevido a utilizarla en su sonata para piano en sol menor, aun cuando el primer movimiento lo marca: so rasch wie möglich (tan rápido como sea posible ), a continuación Schneller (más rápido) y, poco antes del final, noch Schneller (aún más deprisa), pero nunca Prestissimo.
Posiblemente detrás de todo esté el hecho de que no hay, un tempo que sea realmente el más rápido de todos los posibles, de manera que parece que los compositores en general se han contentado con la indicación de presto para referirse a esto.

## Ejemplos célebres
Cuarto y último movimiento (Prestissimo) del Quinteto n.º 4, Op. 62 de Luigi Boccherini.ⓘ
Prestissimo volando de la Sonata para piano n.º 3, Op. 23 de Aleksandr Skriabin.ⓘ